# Кузьминов, Ярослав Иванович
Ярослав Иванович Кузьмино́в (род. 26 мая 1957, Москва) — российский экономист, преподаватель, общественный деятель. Один из основателей и первый ректор Национального исследовательского университета «Высшая школа экономики», с 2021 — научный руководитель. Кандидат экономических наук. Учёное звание — доцент. Научный руководитель Института институциональных исследований ВШЭ.

## Биография
Ярослав Иванович Кузьминов родился 26 мая 1957 года в Москве. Его отец — Иван Иванович Кузьминов (1902—1979), член ВКП(б) с 1924 года, окончил Московский индустриально-педагогический институт (1928), в 1945—1949 годах — член редколлегии и заместитель главного редактора журнала «Большевик», профессор (1952), в 1949—1955 годах — член редколлегии журнала «Вопросы экономики», доктор экономических наук (1956), работал в Высшей партийной школе и Академии общественных наук при ЦК КПСС заведующим кафедры политической экономии. Автор книг «Стахановское движение — высший этап социалистического соревнования» (1940), «Окончание войны и переход хозяйства СССР к мирному развитию» (1945), «Обнищание трудящихся при капитализме» (1960) и других. Заслуженный деятель науки РСФСР (1962).
В 1979 году Ярослав Кузьминов окончил экономический факультет МГУ, после чего в течение десяти лет преподавал там же на кафедре истории народного хозяйства и экономических учений. В 1985 году защитил кандидатскую диссертацию «Основное отношение первобытнообщинного способа производства».
По инициативе Кузьминова стало выходить первое в России периодическое издание в области экономической истории — альманах «Истоки». В 1989 году открыл альтернативную кафедру экономической теории в МФТИ. В 1989—1993 годах — старший научный сотрудник, заведующий сектором историко-экономических исследований Института экономики АН СССР (РАН). С коллегами подготовил ряд докладов на стыке экономической теории, социологии и экономической политики, заложив основу институциональной традиции в российской экономической мысли.
В 2021 году возглавил Экспертный совет при Правительстве РФ.

## Создание и развитие ВШЭ
В начале 1990-х годов вместе с Евгением Ясиным предложил концепцию создания экономического вуза нового образца — первоначально речь шла об открытии годичной программы по экономике магистерского уровня. В других вузах не было пространства для быстрого роста — «все места, все ресурсы поделены». В течение 1992 года «пробивал» эту идею в правительстве РФ.
Согласно постановлению премьер-министра Егора Гайдара от 27 ноября 1992 года Кузьминов был назначен директором-организатором ВШЭ, долгое время оставаясь самым молодым руководителем государственного вуза в России. Первый набор был проведен в 1993 году. Однако уже на этом этапе от идеи небольшого экономического колледжа пришлось отказаться — студентов принимали не только в магистратуру, но и бакалавриат. В сентябре 1994 года учёным советом вуза избран ректором ВШЭ.
Постоянно привлекает в ВШЭ новых преподавателей и исследователей (в том числе сложившимися коллективами), которым оказывается тесно в других структурах. Например, в 2008 году в ВШЭ перешёл коллектив демографов во главе с Анатолием Вишневским. «Принципы нашего роста и нашей кадровой политики всегда были очень просты. Если мы видим людей, которые релевантны нам по культуре, которые живут в глобальном научном сообществе и которые могут сами поставить на ноги свой проект, то мы их приглашаем. Так мы приросли философами, историками, филологами, психологами и так далее. Масса исследовательских институтов Вышки возникла именно таким образом».
Считает, что любая образовательная структура должна развиваться. Все годы работы в ВШЭ добивается расширения спектра направлений и специальностей, по которым университет готовит кадры. В 1990-е к подготовке экономистов добавилась подготовка социологов, менеджеров, юристов и политологов, в 2002 году — журналистов, психологов, специалистов по бизнес-информатике, в 2003 году — логистике и так далее. В 2012 году после присоединения МИЭМ появились инженерные направления. В начале 2014 года Кузьминов выступил с идеей структурных изменений ВШЭ, учёный совет его поддержал. Теперь университет будет состоять из больших факультетов, а они, в свою очередь, из департаментов, научных институтов и профессиональных школ. Первый такой факультет — медиа, коммуникаций и дизайна.
С первых дней работы ВШЭ, задолго до введения ЕГЭ, обеспечивал прозрачность набора студентов: «Мы стремимся быть открытым учебным заведением. В том смысле, что у нас нет ни родительского конкурса, ни „ректорского списка“. Создатели и профессора Школы — люди, достаточно себя уважающие. И достаточно влиятельные, чтобы не прогибаться в ответ на начальственные звонки». Избегая просьб о зачислении по блату детей высокопоставленных чиновников, ввёл квоты, когда такие дети, не набрав достаточно баллов на вступительных экзаменах, получали право учиться за счёт средств, заработанных университетом.
Культивирует повышенную требовательность преподавателей к студентам и в части нагрузки («студент Вышки не может расслабляться в течение семестра: ему надо постоянно выполнять письменные задания»), и в части контроля качества образования. Инициатор организации проверок письменных работ студентов ВШЭ через систему «Антиплагиат». Низкие показатели защит диссертаций в диссертационных советах ВШЭ объясняет высокими требованиями: «У нас традиционно низкий уровень защит и очень высокий уровень отчислений из аспирантуры. То же самое у всех вузов и НИИ, кто старается сохранить науку».
Один из авторов идеи научно-учебных лабораторий (НУЛ) — «горизонтально организованного научного сообщества преподавателей, аспирантов и студентов, которое не только ведет реальные научные проекты, но, что не менее важно, образует единый круг обсуждения научных проблем на равных, закрывая разрыв между „взрослыми“ и молодыми учёными». Был научным руководителем первой научно-учебной лаборатории институционального анализа экономических реформ.
Рассматривает организацию профильного обучения школьников как одну из задач ВШЭ, реализует в этой работе принципы Экономико-математической школы при МГУ, где сам преподавал, будучи студентом и аспирантом: «Продолжением этой традиции стала самая разветвлённая в России система работы со школьниками в Вышке: мы давно открыли факультет довузовской подготовки, интернет-школу, профильные классы в базовых школах Москвы и других регионах». В 2013 году по договорённости с Правительством Москвы открыл Лицей ВШЭ, — бесплатную школу для 10- и 11-классников.
Организатор экспертно-аналитической работы ВШЭ по широкому спектру социально-экономических направлений, в том числе в области реформы образования и науки. Апробацию образовательных технологий, разработанных при участии экспертов ВШЭ, проводил в своём же университете. Так, ВШЭ одним из первых вузов начала зачислять абитуриентов по результатам ЕГЭ в 2001 году.
Освобождён от должности ректора распоряжением Председателя Правительства Российской Федерации Михаила Мишустина 2 июля 2021 года.

## Отношение к политической деятельности в университете
Считает, что университет должен быть вне политики. В конце 2008 года отказался выполнить рекомендацию ГУВД Москвы, предложившего отчислить студентов за участие в «марше несогласных». «Университет — это не место, где можно лозунги выкрикивать или листовки разбрасывать. У нас учатся студенты самых разных политических взглядов: и левые, и правые. Но университет при необходимости может защитить их право учиться, их право быть студентами только в том случае, когда они демонстрируют свои политические взгляды ВНЕ университета. Университет — это место, где люди учатся диалогу, уважению к аргументам. Ему противопоказана конфронтационная политическая культура. Это не значит, что мы не ставим острых и неприятных вопросов, просто мы соблюдаем вежливость и предполагаем, что ведем диалог с добросовестными людьми».
Пример такого диалога — открытые дебаты с Алексеем Навальным 19 марта 2013 года. После критики предложений Кузьминова о реформировании системы государственных закупок и конкретных претензий к расходованию средств в самой ВШЭ, ректор пригласил известного оппозиционера на дебаты. Навальный написал в своём ЖЖ: «Спасибо ВШЭ за организацию мероприятия. И персонально Кузьминов молодец: не стал отмалчиваться и делать вид, что ничего не замечает, а предложил открытую дискуссию».

## Реализация концепции исследовательского университета
С середины 2000-х годов реализует в ВШЭ концепцию исследовательского университета, когда преподавателей стимулируют заниматься научной работой, печататься в авторитетных научных журналах: «У нас амбиции — стать исследовательским университетом. Настоящим. Где преподают учёные, одни из лучших в мире». В 2013 году, представляя программу ВШЭ по вхождению в топ-100 мировых рейтингов на Совете по повышению конкурентоспособности ведущих университетов РФ среди ведущих мировых научно-образовательных центров, пообещал проводить жёсткую селекцию преподавателей, не соответствующих требованиям исследовательского университета: «Сложный этап кадрового обновления будет длиться лет пять. Предстоит сломить всю психологию академических коллективов. Они должны понять, что теперь их оценивают по конкурсу. Это жёсткий фильтр».
В развитии ВШЭ Кузьминов выделяет три этапа: «Первый этап — это когда мы сами обучились и стали преподавать основные курсы, которые до этого преподавали иностранцы. Второй этап — когда мы стали экономическим и политическим консультантом, причём достаточно публичным. Сейчас мы в процессе врастания в мировую академическую науку. Достигнуть такого качества академической среды, признания научных работ, чтобы на нас не смотрели снисходительно, это займёт не меньше десяти лет».

## Экспертная и общественная деятельность
На основе результатов исследований, проведенных, в том числе, в Высшей школе экономики, предлагает власти и обществу новые решения для развития экономики и социальной сферы РФ. Особое внимание уделяет реформе образования. Один из основных разработчиков реформы государственной службы первой половины конца 1990-х — начала 2000-х годов, административной реформы и программы борьбы с коррупцией. В 1999 году опубликовал «Тезисы о коррупции (недоступная ссылка)», где сформулировал основные направления реформы государственного аппарата. В 2000 году под руководством Кузьминова был подготовлен доклад об административной реформе, в 2002—2003 годах — серия докладов по анализу и упорядочению функций государственных органов исполнительной власти, бюджетированию и оценке эффективности их работы, по электронным административным регламентам.
Участвовал в создании Стратегии-2010 (так называемой стратегии Германа Грефа), вместе с Владимиром Мау возглавил работу над Стратегией-2020.
Один из авторов идеи «открытого правительства»: вовлечения широкого круга заинтересованных людей в деятельность исполнительной власти, в том числе с помощью информационных технологий.
12 мая 2015 года стал сопредседателем московского отделения «Общероссийского народного фронта», выступающего в поддержку нынешнего курса российских властей и президента Владимира Путина, являющегося ещё и лидером движения. Помимо этого, задачами ОНФ называются выполнение указов президента, контроль использования бюджетных средств и вовлечение людей с активной жизненной позицией в работу фронта.
Входит в состав комиссий и советов:
При Президенте
- Член Комиссии при Президенте Российской Федерации по вопросам государственной службы и резерва управленческих кадров
- Член Национального совета при Президенте Российской Федерации по профессиональным квалификациям; руководитель рабочей группы по применению профессиональных стандартов в системе профессионального образования и обучения
- Член экспертного совета при Управлении Президента Российской Федерации по обеспечению конституционных прав граждан (по согласованию)
- Член рабочей группы президиума Совета при Президенте Российской Федерации по противодействию коррупции по взаимодействию со структурами гражданского общества

При Правительстве:
- Член Правительственной комиссии по проведению административной реформы
- Член Правительственной комиссии по экономическому развитию и интеграции
- Член Правительственной комиссии по миграционной политике
- Член Комиссии по организации подготовки управленческих кадров для организаций народного хозяйства Российской Федерации
- Член Экспертного совета при Правительстве Российской Федерации
- Заместитель председателя Национального координационного совета по поддержке молодых талантов России

При Государственной думе:
- Заместитель председателя Совета по законотворчеству

При федеральных органах исполнительной власти:
- Член Общественного совета при Министерстве юстиции Российской Федерации
- Член Общественного совета при Министерстве финансов Российской Федерации
- Член Общественного совета при Федеральной налоговой службе
- Член Совета Министерства образования и науки Российской Федерации по федеральным государственным образовательным стандартам
- Член Коллегии Министерства экономического развития Российской Федерации

Советы и комиссии при региональных органах власти:
- Член Комиссии по обеспечению устойчивого развития экономики и социальной стабильности в городе Москве

Советы и комиссии, созданные по инициативе организаций гражданского общества:
- Член Совета и член Правления Российского Союза ректоров
- Член Президиума Совета ректоров вузов Москвы и Московской области
- Член президиума, заместитель председателя Российского совета олимпиад школьников (РСОШ)
- Сопредседатель Российского общественного совета по развитию образования (РОСРО)
- Член Совета Ассоциации ведущих университетов
- Председатель Совета Ассоциации ведущих вузов в области экономики и менеджмента (АВВЭМ)
- Председатель Совета Ассоциации образовательных организаций высшего образования «Глобальные университеты»
- Член Совета ректоров ведущих российских университетов в области делового образования Национального аккредитационного совета делового

образования России
- Член Межведомственного совета по присуждению премий Правительства Российской Федерации в области образования
- Член Правления Общероссийского отраслевого объединения работодателей «Союз машиностроителей России»
- Член Совета Фонда «Центр стратегических разработок»
- Член Совета по внешней и оборонной политике (СВОП)
- Член Российского совета по международным делам

Советы и комиссии при высших учебных заведениях и других организациях:
- Член Международного Попечительского совета Всероссийской государственной библиотеки иностранной литературы им. М. И. Рудомино
- Член Попечительского совета Московского городского психолого-педагогического университета
- Член Попечительского совета Независимого Московского университета
- Член Правления Новой экономической ассоциации (НЭА)
- Член Наблюдательного совета Государственного автономного научного учреждения «Институт гуманитарного развития мегаполиса» (ИГРаМ)
- Член наблюдательного совета Уральского федерального университета
- Член Учёного совета Президентской библиотеки имени Б. Н. Ельцина
- Член Оргкомитета Международной промышленной выставки «Иннопром»

До 2018 года — член президиума Экономического совета при Президенте Российской Федерации], член Правительственной комиссии по координации деятельности открытого правительства.

## Политическая деятельность
В 2014 году Ярослав Кузьминов избран в Московскую городскую думу VI созыва по 45-му избирательному округу (районы Басманный, Мещанский, Красносельский, Сокольники).
21 июля 2014 года он прошёл регистрацию в качестве кандидата в депутаты Мосгордумы. На состоявшихся 14 сентября выборах набрал 40,99 % голосов избирателей, принявших участие в голосовании. Решением Мосгоризбиркома признан избранным депутатом Мосгордумы 6 созыва. В период кампании против оппозиционных кандидатов активно использовался административный ресурс.
| Кандидаты в депутаты | Партия                                   | Полученный процент | Количество полученных голосов |
| -------------------- | ---------------------------------------- | ------------------ | ----------------------------- |
| Ярослав Кузьминов    | Самовыдвиженец, поддержан Единой Россией | 40,99 %            | 12860                         |
| Елена Фомичева       | КПРФ                                     | 23,42 %            | 7347                          |
| Николай Кавказский   | Яблоко                                   | 12,78 %            | 4010                          |
| Кристина Симонян     | Справедливая Россия                      | 11,24 %            | 3527                          |
| Антон Умников        | ЛДПР                                     | 3,93 %             | 1234                          |
| Антон Комендантов    | Самовыдвиженец                           | 2,50 %             | 783                           |
| Барбара Бабич        | Самовыдвиженка                           | 2,24 %             | 702                           |

Ярослав Кузьминов в статусе члена входил в следующие комиссии Московской городской думы:
- Комиссия по образованию
- Комиссия по экономической политике и финансам
- Комиссия по городскому хозяйству и жилищной политике

## Участие в реформе образования
При участии Кузьминова в разные годы были подготовлены программные документы для образовательной отрасли.
В 1997 году вместе с А. Асмоловым, А. Тихоновым, М. Дмитриевым и Т. Клячко стал автором Концепции организационно-экономической реформы системы образования России. Она появилась как альтернатива «Основных положений концепции очередного этапа реформирования системы образования РФ», разработанных при участии министра Владимира Кинелева. Авторы концепции требовали повышения государственного финансирования образования, но одновременно предлагали найти ресурсы внутри самой системы: дать школам самостоятельность, перейти на нормативное финансирование, ввести в вузах многоучредительство и др. Многие идеи концепции были реализованы в последующие годы.
Участвовал в разработке программы модернизации образования, вошедшей в Стратегию-2010. Эксперты ВШЭ подсчитали, что на «теневые» способы поступления в вузы семьи расходуют 1 млрд долларов. «То, что мы положили во главу угла реформы, — это даже не экономика образования, это восстановление общественной морали и социальной справедливости», — объяснял Кузьминов.
Один из авторов идеи ЕГЭ: «Мы настроены на то, чтобы прекратить наконец издевательства над выпускниками. Разрушить систему двойного стандарта — недоверие к школьному экзамену и двойной стресс для ребят. Это выгодно и вузам, и школам, а главное — детям».
Также предлагал по результатам ЕГЭ выдавать абитуриентам ГИФО (государственные именные финансовые обязательства), но от этой идеи Минобрнауки отказалось в 2005 году по результатам неудачно проведенного эксперимента. В 2001 году Кузьминов вместе с ректором МГУ В.Садовничим написали письмо президенту Путину, предложив дополнить ЕГЭ федеральными предметными олимпиадами, победители которых поступают в ВУЗ вне конкурса.
В 2008 году вместе с А. Волковым, И. Фруминым, Л. Якобсоном, Б. Рудником и И. Реморенко подготовил доклад «Российское образование 2020: модель образования для инновационной экономики». Материалы доклада легли в основу официального проекта Минобрнауки «Современная модель образования, ориентированная на решение задач инновационного развития экономики». Проект был направлен министерством на обсуждение на августовские педагогические конференции в регионах.
В 2011 году, став соруководителем работы над Стратегией-2020, также был соруководителем одной из групп разработчиков «Рынок труда, профессиональное образование, миграционная политика».
Кузьминов участвует в реформе образования не только как ректор Высшей школы экономики, но и как представитель общественных объединений. С 2001 года — сопредседатель Российского общественного совета по развитию образования, на площадках которого вплоть до 2009 года обсуждались проблемы образования. В Общественной палате РФ с 2006 по 2009 год председатель Комиссии по вопросам интеллектуального потенциала нации, с 2010 года — председатель Комиссии по развитию образования. В 2007—2012 годах входил в состав Общественного совета при Минобрнауки России. Был инициатором создания университетских общественных объединений: Ассоциации ведущих университетов России, Ассоциации ведущих вузов в области экономики и менеджмента.
В 1998—2004 годах Кузьминова считали «серым кардиналом» при министре образования Владимире Филиппове, в последующие годы его также нередко называли реальным автором реформ российского высшего образования. Сам Кузьминов это опровергает: «Мы ни за кем не стояли и не стоим, ни за Филипповым, ни за Фурсенко, ни за Ливановым. Это самостоятельные политики и эксперты. У них есть свои идеи, они нередко близки с нашими, но и не только с нашими, кстати говоря. Но министры всегда слушают значительно более широкий круг мнений, чем мнение Вышки».
Последовательно выступал за увеличение финансирования образования. Автор термина «эффективный контракт», при котором доходы работника образования и науки позволяют ему не искать подработки и не уходить в другую сферу.
Участвовал в разработке интегрированного закона «Об образовании в Российской Федерации», принятого в 2012 году. В частности, предложил законодательно запретить учителям заниматься репетиторством со своими учениками, исключить из приёма на первый курс абитуриентов с недостаточными баллами по профильным предметам.
В общем образовании — сторонник школы полного дня, когда учитель получает достойное вознаграждение не за число уроков, а за все виды работы с детьми. Выступает за развитие инклюзивного образования, но считает, что выбор между обычной и коррекционной школой должен оставаться за родителями ребёнка-инвалида. Считает миссией государства выявление и поддержку одарённых детей вне зависимости от социального статуса их родителей.
В высшем образовании, начиная с середины 1990-х годов, требует от государства ужесточения контроля за вузами, дающими псевдо-образование по специальностям ажиотажного спроса (экономика, менеджмент, юриспруденция и тому подобные). Предложил идею добровольной аккредитации образовательных программ ассоциациями ведущих вузов; отсутствие такой аккредитации станет сигналом и для проверяющих органов, и для абитуриентов.

## Участие в научных ассоциациях и редколлегиях
Кузьминов является главным редактором журнала «Вопросы образования», членом редколлегии журналов «Вопросы экономики», «Экономический журнал ВШЭ» и «Мир России», членом правления Новой экономической ассоциации, членом Международной ассоциации институциональной экономики и Европейской экономической ассоциации.

## Семья
Женат на Эльвире Набиуллиной (экс-министр экономического развития РФ, в настоящее время — председатель Центрального банка России). Их общий сын — Василий (13.08.1988). У Кузьминова есть также сын Иван и дочь Ангелина (03.02.1986).

## Награды и поощрения
- Орден «За заслуги перед Отечеством» II степени (2 июля 2021 года) — за заслуги в научной и педагогической деятельности, подготовке квалифицированных специалистов и многолетнюю добросовестную работу[49]
- Орден «За заслуги перед Отечеством» III степени (18 мая 2017 года) — за заслуги в научной деятельности, развитии образования, подготовке квалифицированных специалистов и многолетнюю добросовестную работу[50][51]
- Орден «За заслуги перед Отечеством» IV степени (28 июля 2012 года) — за заслуги в разработке государственной социально-экономической политики и многолетнюю плодотворную научную деятельность[52]
- Орден Почёта (27 ноября 2002 года) — за заслуги в научной работе, значительный вклад в дело подготовки высококвалифицированных специалистов и многолетний добросовестный труд[53]
- Офицер ордена Академических пальм (награда Правительства Франции в области образования и науки, 2003 год)
- Медаль Столыпина II степени (11 апреля 2017 года)— за заслуги в экономической деятельности, направленной на решение стратегических задач социально-экономического развития страны, многолетнюю плодотворную работу[54]
- Медаль «В память 850-летия Москвы» (декабрь 1997 года)
- Благодарность Президента Российской Федерации (30 апреля 2008 года) — за большой вклад в развитие институтов гражданского общества и обеспечение защиты прав и свобод человека и гражданина[55]
- Почётная грамота Правительства Российской Федерации (декабрь 2007 года)
- Медаль «За взаимодействие» (награда Службы внешней разведки РФ) (май 2017 года)
- Памятная медаль «10 лет ФСКН России» (декабрь 2013 года)
- Медаль «За содействие органам наркоконтроля» (сентябрь 2012 года)
- Грамота Комитета общественных связей города Москвы (апрель 2010 года)
- Грамота Федеральной службы безопасности Российской Федерации (январь 2008 года)
- Памятный знак «200 лет Министерству обороны» (ноябрь 2007 года)
- Медаль «За укрепление боевого содружества» Министерства обороны Российской Федерации (май 2007 года)
- Знак отличия «Почетный работник Министерства экономического развития и торговли Российской Федерации» (май 2007 года)
- Лучший ректор России (2004 года)
- Лауреат Национальной премии «Золотая ветвь» (2003 года)
- Золотой Почетный знак «Общественное признание» (2003 года)
- Почётный знак РСПП (2003 год)
- Персона года в образовании (РБК-2002)
- Почётная грамота Министерства экономического развития и торговли Российской Федерации (октябрь 2002 года)
- Премия Высшей школы экономики «Золотая Вышка» (ноябрь 2001 года)
- Общественный деятель года в образовании (Учитель года-2001)
- Персона года в образовании (РБК-2002)
- Благодарность Высшей школы экономики (декабрь 1998 года)

## Публикации
- Кузьминов Я. И., Набиуллина Э. С., Радаев В. В., Субботина Т. П. Отчуждение труда: история и современность. — М.: Экономика, 1989.
- Кузьминов Я. И., Коротаев А. В. Некоторые проблемы моделирования социально-экономической структуры раннеклассовых и феодальных обществ // Народы Азии и Африки. — 1989. — № 3. — С. 67—77.
- Кузьминов Я. И. Наша экономическая культура сегодня // Общество и экономика. — 1992. — № 1/2. — С. 28—40.
- Кузьминов Я. И. Тезисы о коррупции. — М.: ГУ—ВШЭ, 2000.
- Кузьминов Я. И., Юдкевич М. М. Институциональная экономика: учебно-методическое пособие. В 2 ч. — М.: ГУ—ВШЭ, 2000.
- Кузьминов Я. И., Юдкевич М. М. Материалы к курсу лекций по институциональной экономике. В 7 ч. — М.: ГУ—ВШЭ, 2002.
- Кузьминов Я. И., Бендукидзе К. А., Юдкевич М. М. Курс институциональной экономики. — М: Издательский дом ГУ—ВШЭ, 2006.
- Кузьминов Я. И., Преображенский В. В., Ясин Е. Г. Чиновник: от служения государству к обслуживанию общества // Общественные науки и современность. — 2002. — № 4. — С. 12—29.
- Кузьминов Я. И. Образование в России. Что мы можем сделать? // Вопросы образования. — 2004. — № 1. — С. 5—30.
- Кузьминов Я. И., Автономов В. С., Ананьин О. И. Истоки: Экономика в контексте истории и культуры. — М.: ГУ—ВШЭ, 2004.
- Канторович Г. Г., Кузьминов Я. И., Писляков В. В. и др. / под ред. Кузьминова Я. И. Университетские инновации: опыт Высшей школы экономики. — М.: Изд. дом ГУ—ВШЭ, 2006. — С. 288.
- Кузьминов Я. И. Российское образование: тенденции и вызовы.— М.: Дело, 2009.
- Кузьминов Я. И., Волков А. Е., Реморенко И. М., Рудник Б. Л., Фрумин И. Д., Якобсон Л. И.  Российское образование - 2020: модель образования для инновационной экономики // В кн.: Российское образование: тенденции и вызовы. — М.: Дело, 2009. — С. 19—46.
- Кузьминов Я. И. , Бессонов В. А., Гимпельсон В. Е., Ясин Е. Г.  Производительность и факторы долгосрочного развития российской экономики // В кн.: X Международная научная конференция по проблемам развития экономики и общества: В 3 кн. — М.: Издательский дом ГУ-ВШЭ, 2010. — С. 11—61.
- Кузьминов Я. И. . Академическое сообщество и академические контракты: вызовы и ответы последнего времени // В кн.: Как платят профессорам. Глобальное сравнение систем вознаграждения и контрактов / Пер. с англ. (под ред.: М. М. Юдкевич); сост.: Ф. Дж. Альтбах, Л. Райсберг, Г. В. Андрущак, И. Пачеко, М. М. Юдкевич; отв. ред.: Н. М. Халатянц — М.: Издательский дом НИУ ВШЭ, 2012. — С. 405-418.
- Кузьминов Я. И., Фрумин И. Д., Семенов Д. С.  . Незавершенный переход от госплана к мастер-плану // Отечественные записки. — 2013. — № 4(55)
- Кузьминов Я. И., Акиндинова Н. В., Ясин Е. Г. Российская экономика на повороте // Вопросы экономики. — 2014. — № 6 — С. 4—17.
- Кузьминов Я. И., Акиндинова Н. В., Ясин Е. Г. Экономика России: перед долгим переходом // Вопросы экономики. — 2016. — № 6 — С. 5—35.
- Кузьминов Я. И., Фрумин И. Д.  Двенадцать решений для нового образования: доклад Центра стратегических разработок и Высшей школы экономики. — М.: Национальный исследовательский университет "Высшая школа экономики", 2018.
- Кузьминов Я. И., Юдкевич М. М.  Университеты в России: как это работает [текст] / Я. И. Кузьминов, М. М. Юдкевич; Нац. исслед. ун-т «Высшая школа экономики». — М.: Издательский дом НИУ ВШЭ, 2021. — 616 с. — 2000 экз. — ISBN 978-5-7598-2373-5